# シュードケディバクター属
シュードケディバクター属はリケッチア目に属するが科の所属が明らかでない属で、グラム陰性非運動性偏性細胞内共生桿菌。基準種はシュードケディバクター・コンジュガトゥス。名称は偽のケディバクター属を意味する。GC含量は35から39%。
ゾウリムシの細胞内に生息し、ケディバクター属の細菌と似た挙動を示す。基準種のシュードケディバクター・コンジュガトゥスに感染したゾウリムシは接合時に相手に感受性があると死滅させるメイトキラーとなる。また、シュードケディバクター・ミヌトゥスは感受性のゾウリムシを接合せず殺害するキラーの性質をゾウリムシに与える。一方でシュードケディバクター・ファルススは何れの性質もゾウリムシに発現させない。